# Pietro Castellitto

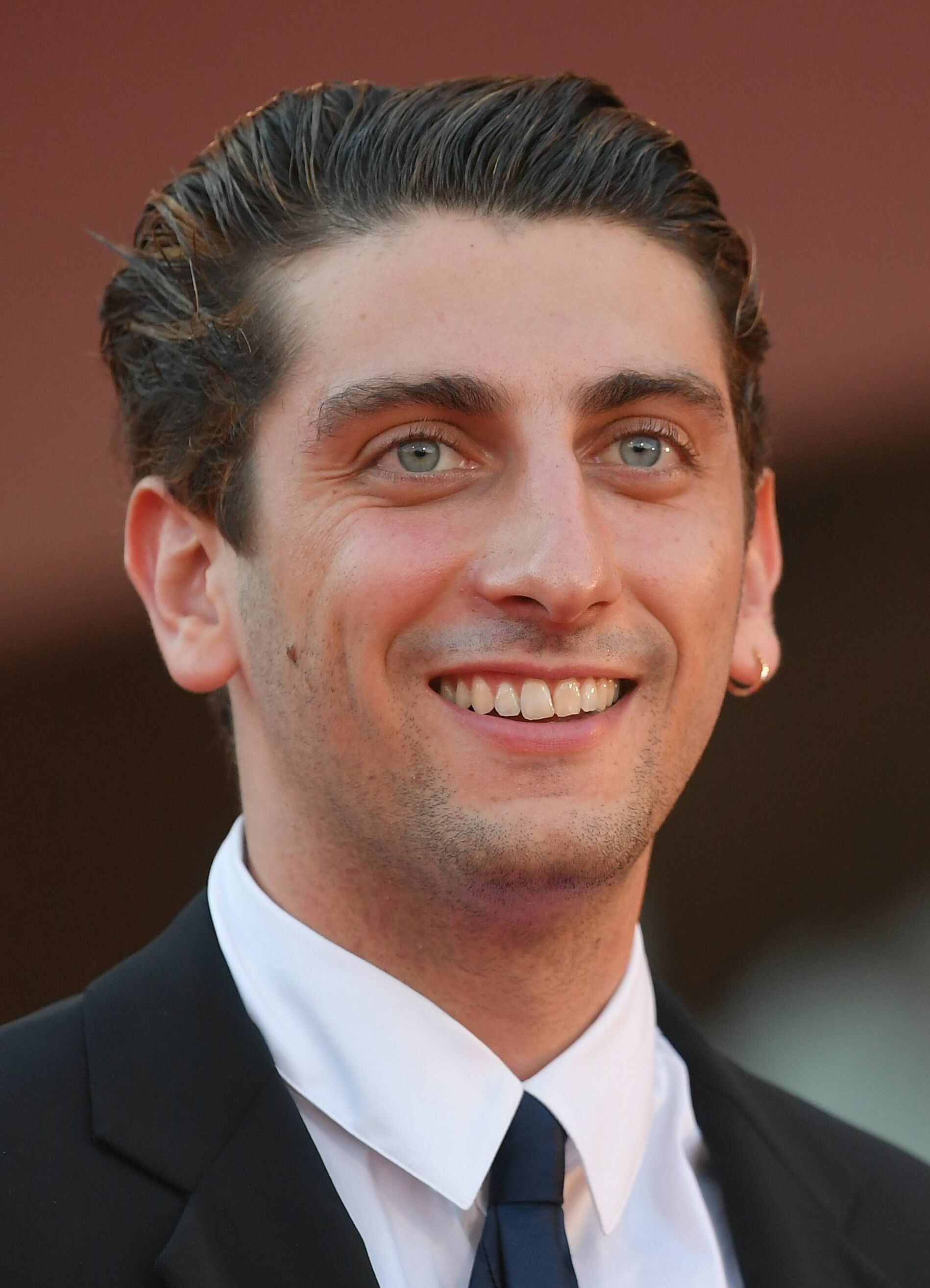
Pietro Castellitto (2020)

Pietro Contento Castellitto (* 16. Dezember 1991 in Rom) ist ein italienischer Schauspieler, Filmregisseur und Autor.

## Leben
Pietro Castellitto wurde als Sohn des Schauspielers und Filmregisseurs Sergio Castellitto und der Schauspielerin und Schriftstellerin Margaret Mazzantini geboren. An der Universität La Sapienza schloss er ein Philosophiestudium ab.

### Schauspieler
Sein Filmdebüt als Schauspieler gab er 2004 in Don’t Move, bei dem sein Vater Regie führte und zu dem seine Mutter die Romanvorlage lieferte. In der Folge trat er in den Filmen La bellezza del somaro (2010) und Twice Born – Was vom Leben übrig bleibt (2012, mit Penélope Cruz) seines Vaters auf. Ebenfalls 2012 spielte er als Marco Cuviello eine Hauptrolle in È nata una star? von Lucio Pellegrini basierend auf einer Kurzgeschichte von Nick Hornby. 
Weitere Hauptrollen folgten 2018 in La profezia dell'armadillo von Emanuele Scaringi und 2021 in Freaks Out von Gabriele Mainetti. Im Netflix-Film Der Schatz des Duce übernahm er 2022 an der Seite von Matilda De Angelis als Isola ebenfalls eine Hauptrolle. In Diva Futura (2024) von Giulia Louise Steigerwalt verkörperte er Riccardo Schicchi. 2024 war er in einer Kampagne des italienischen Modehauses Gucci zu sehen.
In den deutschsprachigen Fassungen wurde er unter anderem von Julien Haggège in Der Schatz des Duce, von Tim Schwarzmaier in Freaks Out sowie von Maximilian Belle in Twice Born – Was vom Leben übrig bleibt synchronisiert.

### Regisseur und Autor
Sein Debüt als Regisseur und Drehbuchautor gab er mit I predatori, der bei den Filmfestspielen von Venedig 2020 in der Sektion Orizzonti mit dem Preis für das beste Drehbuch ausgezeichnet wurde und für den er 2021 für den David di Donatello für das beste Originaldrehbuch nominiert und als bester Nachwuchsregisseur geehrt wurde. Mit seinem zweiten Langspielfilm Enea wurde er zu den Filmfestspielen von Venedig 2023 in den Wettbewerb um den Goldenen Löwen eingeladen. Für den Film wurde er 2024 für den Nastro d’Argento in den Kategorien Beste Regie und Bestes Drehbuch nominiert.
2021 veröffentlichte er seinen Debütroman Gli iperborei im Verlag Bompiani, für den er mit dem Premio Viareggio für das beste Erstlingswerk gewürdigt wurde.

## Filmografie (Auswahl)
Als Schauspieler
- 2004: Don’t Move (Non ti muovere)
- 2010: La bellezza del somaro
- 2012: Twice Born – Was vom Leben übrig bleibt (Venuto al mondo)
- 2012: È nata una star?
- 2018: La profezia dell'armadillo
- 2020: Die Raubtiere (I predatori)
- 2021: Speravo de morì prima (Fernsehserie)
- 2021: Freaks Out
- 2022: Der Schatz des Duce (Rapiniamo il Duce)
- 2023: Enea
- 2024: Diva Futura

Als Regisseur und Drehbuchautor
- 2020: The Predators (I predatori)
- 2023: Enea